# Scouts musulmans algériens
Les Scouts musulmans algériens (arabe : الكشافة الاسلامية الجزائرية) sont le principal mouvement de scoutisme d'Algérie.

## Histoire
Le mouvement a été créé en 1935 par Mohamed Bouras, avec une troupe à Alger appelée la section al Falah.
D'autres sections se sont alors jointes à elles : à Constantine la section  Errajae de Mostefa Roudesli, à Laghouat la section As Sabah, à Miliana la section Ibn Khaldoun, et d'autres à Mostaganem, Blida, Setif, Tizi Ouzou, Batna et Guelma. Sur la proposition de Mohamed Bouras, la ligue des scouts musulmans algériens fut créée et obtint l'agrément du gouvernement du Front populaire en juillet 1939.
Après le décès de Mohamed Bouras, le mouvement continua à se développer. Et en juillet 1944, le SMA organisa à Tlemcen le plus grand jubilé de son histoire. Cette manifestation a été marquée par la présence de tous les chefs historiques de l'époque, que l'on retrouva par la suite pour le déclenchement de la guerre de libération nationale en 1954, dans l'ALN, le FLN et dans diverses associations appelants à l'indépendance de l'Algérie.
Encouragée par des oulémas réformistes, le mouvement propageait des idées patriotiques, est guidé par des chefs  nationalistes, et a mené de nombreuses manifestations, comme celle du 8 mai 1945 pendant laquelle Bouzid Saâl, un scout âgé de 26 ans, est mort.
Beaucoup de scouts ont ensuite participé à la guerre d'indépendance, à l'appel des moudjahidine.

## Organisation
Cette organisation nationale a une vocation d'éducation conforme aux principes de l'Organisation mondiale du mouvement scout dont elle est membre depuis 1963. Elle se réfère aux principes de l'Islam et à un certain patriotisme, à la recherche de la paix et de la fraternité.
Elle est dirigée par un conseil national de 125 membres élus, dont le mandat dure quatre ans, et un conseil d’administration élu par le Congrès, avec 21 secrétaires nationaux. Le financement vient en partie de l'État.
Le 22 juin 2023,  Abderrahmane Hamzaoui est reconduit à la tête de l'organisation pour un second mandat de 4 ans.

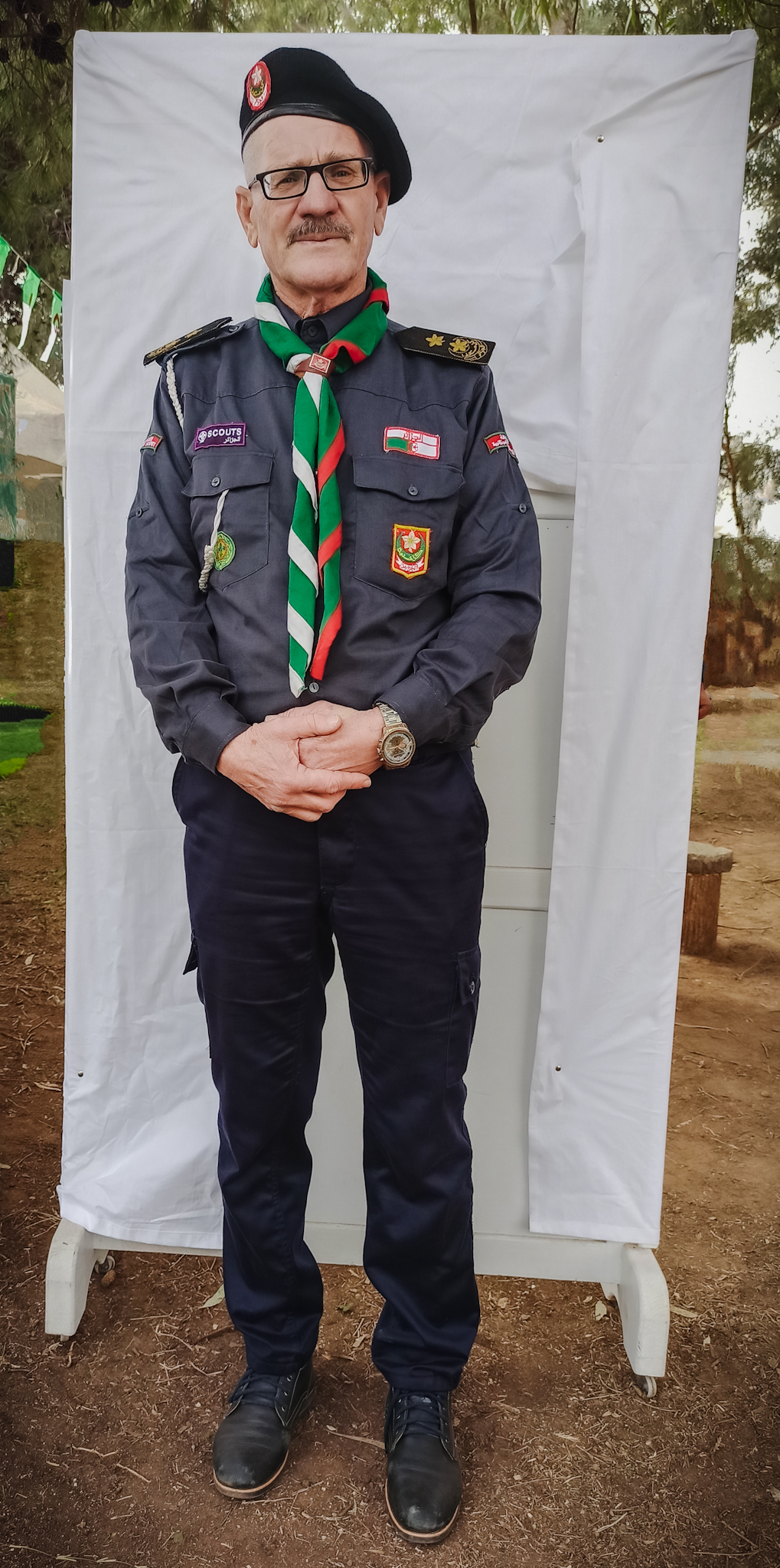
Uniformes des scouts islamiques algériens

## L'insigne du Scoutisme algérien

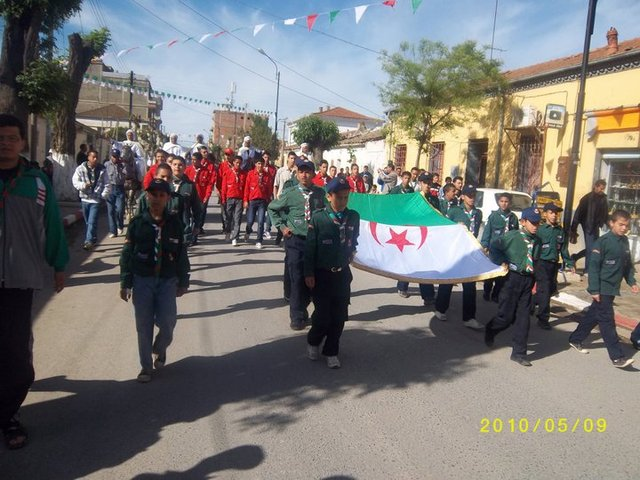
Scouts algériens

Le badge du mouvement représente une fleur à cinq pétales et le croissant de l'Islam. La devise est Kun Musta'iddan (كن ﻣﺴﺘﻌﺪﺍ), « sois prêt » en arabe.
Un scout est appelé kashaf en arabe et askuti en berbère.